# شهرستان برنت (تگزاس)
شهرستان برنت، تگزاس (به انگلیسی: Burnet County, Texas) یک سکونتگاه مسکونی در ایالات متحده آمریکا است که در تگزاس واقع شده‌است.

## خصوصیات
شهرستان برنت ۲٬۶۴۴ کیلومترمربع مساحت دارد.